# Strange Alliance
Strange Alliance è il primo album in studio del cantautore statunitense Tommy Keene, pubblicato nel 1982.

## Storia
Dopo la prima pubblicazione nel 1982, l'album venne ripubblicato lo stesso anno con allegato un singolo da 7" contenente il brano musicale Back to Zero.

## Tracce
1. Landscape - 3:40
2. All The Way Around - 4:33
3. Don`t Get Me Wrong - 3:42
4. I Can`t See You Anymore - 3:36
5. It`s All Happening Today - 4:43
6. Strange Alliance - 4:25
7. Another Night At Home - 2:50
8. Northern Lights - 4:59

## Musicisti
- Tommy Keene: voce, chitarra, tastiere
- Ted Niceley: basso, percussioni
- Doug Tull: batteria
- Michael Colburn: harmony vocals